# ترش واش
ترش واش (نام علمی: Oxalis corniculata) یا شبدر ترشک گونه‌ای گیاه از خانوادهٔ شبدرترشکیان و سردهٔ شبدر ترشک است. در مناطقی از ایران از این گیاه به‌عنوان سبزی استفاده می‌شود. از این سبزی در تهیهٔ «خورش ترش واش» از غذاهای محلی گیلان و در آشپزی گیلان برای پخت سبزی خورش استفاده می‌شود.